# Административный процесс
Административный процесс (административное производство) — это урегулированная нормами административно-процессуального права (в частности, по делам об административных правонарушениях — разделами III-V КоАП РФ) деятельность уполномоченных органов исполнительной власти и их должностных лиц, а также судей по возбуждению, рассмотрению и разрешению административных дел, включая:
- лицензионно-разрешительное производство;
- регистрационное производство;
- производство по принятию правовых актов;
- производство по делам о поощрении;
- производство по делам о дисциплинарных проступках;
- производство по обращениям (предложениям, заявлениям и жалобам) граждан;
- производство по делам об административных правонарушениях;
- процедуру трёхстороннего разрешения административно-правовых споров (то есть споров, вытекающих из властных отношений) в любом органе государства и при любом способе организации такого рассмотрения (эти способы будут составлять разновидности административного процесса)[1].

Выделяют также производство по делам о возмещении в административном порядке материального ущерба, производство по делам об изобретениях, открытиях и патентах, производство по исполнению постановлений о наложении административных взысканий и др.

## Подходы к определению административного процесса
Среди учёных-правоведов долгое время не было консенсуса в вопросе определения границ и сущности административного процесса. В частности, это связано с многообразием источников административно-процессуального права и возникающими из-за фрагментарности информации неточностями.
В советском правоведении существовало два основных направления, подхода к определению данного понятия: юрисдикционный и управленческий.
Сторонники первого направления опирались на уже существующие процессуальные отрасли права (т.е. уголовное и гражданское) и поэтому определяли административный процесс в подобной традиции, то есть как процесс осуществления должностными лицами своих полномочий в ходе разрешения индивидуальных споров по административным делам, а также применения ими мер принуждения к правонарушителю.
Учёные, развивавшие определение в рамках второго подхода, говорили об административном процессе не только как о процессе реализации и применения норм административного права как материальной отрасли, но и как о процессе распределения компетенций и соответствующих им дел между органами исполнительной власти, то есть в данном случае административный процесс - это ещё и процесс функционирования властных органов, урегулированный законом.

## Виды административных процессов
Видовое разнообразие административных производств может быть сведено в соответствии с классификацией административно-процессуальной деятельности к двум обобщённым группам:
- юрисдикционное производство;
- процедурное производство[4]

К административно-юрисдикционным производствам относят: производство по делам об административных правонарушениях, дисциплинарное производство и производство по жалобам.
К административно-процедурным производствам учёные относят: лицензионно-разрешительное производство; регистрационное производство; производство по принятию правовых актов.

## Административный процесс в суде
К административному судебному процессу относятся дела об оспаривании действий/бездействия публично-правовых образований (за исключением дел, подлежащих конституционному надзору).
В СССР решения должностных лиц стали подвержены судебному контролю после принятия в 1987 году закона «О порядке обжалования в суд неправомерных действий должностных лиц, ущемляющих права граждан»..
В России с 15 сентября 2015 года действует Кодекс административного судопроизводства Российской Федерации.
В Германии, Латвии выделены особые административные суды и приняты кодексы об административном процессе.